# DeaDBeeF
DeaDBeeF is een lichtgewicht mediaspeler voor Linux, BSD en OpenSolaris. De speler ondersteunt vele audioformaten, waaronder MP3 en AAC. De naam is een verwijzing naar 0xDEADBEEF in Hexspeak.

## Functies
Voor de ondersteunde audioformaten maakt DeaDBeeF geen gebruik van een framework (bijvoorbeeld GStreamer), maar voegt het eigen plug-ins toe per audioformaat. Daarnaast kunnen ook alle formaten van FFmpeg, libsndfile, dumb, game-music-emu en AdPlug worden afgespeeld.
- Ondersteuning voor MP3, AAC, Ogg Vorbis en WAV.
- Functionaliteit uitbreidbaar met extensies
- Metadata-bewerker